# Jill Lara Rutzen
Jill Lara Rutzen (* 1. Dezember 2000 in Essen) ist eine deutsche Kanusportlerin und Eishockeyspielerin.

## Leben
Rutzen wuchs in Essen auf und besuchte die Essener Eliteschule des Sports. Sie spielt sowohl Eishockey in der zweiten Frauen-Liga Nord für den EC Bergisch Land, als auch Kanupolo in der Bundesliga für den Kanu-Sportverein Rothe Mühle und den Kajak-Club Nord-West Berlin und in der Nationalmannschaft.

## Auszeichnungen
Im Jahr 2022 wurde Rutzen Sportlerin des Jahres in Essen.

## Sportliche Erfolge (Auswahl)
- 2022: Weltmeisterin bei der Kanupolo-Weltmeisterschaft 2022.[3][5]